# حي العنزي
حي العنزي أحد أحياء مدينة الخبر وقد حدث فيه عدة تفجيرات.

## المعالم في الحي
حديقة قرطبة في حي العنزي تبلغ مساحتها 8800 متر مربع وتضم ألعاب أطفال، ومجموعة ملاعب، ومبنى خِدْمات عامة، ومَمْشى داخلي، وملعب كرة القدم، وأجهزة لياقة بدنية.

## جوامع الحي
- جامع الصالحين للشيخ ناصر الجامع
- جامع التوحيد
- جامع الذكير للشيخ فيصل الرشيد